# William Eagle Clarke
El Dr.William Eagle Clarke FLS FRSE PBOU I.S.O LL.D. (16 de marzo de 1853-10 de mayo de 1938) fue un ornitólogo británico.

## Vida
Clarke nació en Leeds donde su padre William Clarke era abogado. Clarke estudió en la Escuela de Gramática y en la Universidad de Yorkshire donde estudió con el profesor L.C. Miall. Se graduó de ingeniero civil y topógrafo, pero se dedicó a la historia natural. Se convirtió en curador del museo de Leeds en 1884 y se trasladó luego al Departamento de Historia Natural del Museo Real de Escocia en 1888, donde fue conservador desde 1906 hasta 1921.
Participó en varias expediciones al Ródano, Eslavonia, Hungría y Andorra. Observó que el Ródano era un valle importante para aves migratorias Clarke también trabajó en las colecciones que obtuvieron otros y describió a la paloma apuñalada de Negros. Tuvo un papel decisivo en reconocer que los faros y los buques faro podían ser usados para recoger mucha información sobre migraciones. Por su trabajo sobre la migración de aves fue el primer ganador de la medalla Godman-Savin en 1922.
En 1903 fue elegido miembro de la Royal Society of Edinburgh, su principal promotor fue Ramsay Heatley Traquair. Fue presidente de la Unión Británica de Ornitólogos en 1918.

## Algunas publicaciones
- The Birds of Yorkshire (1907)
- Atlas of Zoogeography. Bartholomew, J.G., Clarke, W.E., Grimshaw, P.H. John Bartholomew and Co., Edinburgh. (1911)
- Studies in Bird Migration (1912). Ed. ilustrada de Cambridge Univ. Press, 376 p. (2014) ISBN 1108066976, ISBN 9781108066976
- Manual of British Birds 834 p. 3.ª ed. Gurney & Jackson (1927) (revisiones de ediciones tempranas de Howard Saunders)